# Dr. Feelgood (sång)
"Dr. Feelgood" är en sång av det amerikanska hårdrock / glam metalbandet Mötley Crüe från 1989. Den finns med på albumet med samma namn. Den skrevs av Nikki Sixx och Mick Mars.
Sången handlar om Jimmy, en langare som handlar med mexikanare i Hollywood.
Dr. Feelgood blev Mötley Crües första topp 10-singel på Billboard Hot 100, den nådde som bäst en sjätte placering. I Storbritannien nådde den en femtionde (#50) placering på singellistan. Det är Mötley Crües hittills enda singel som sålt guld i USA.

## Medverkande
- Vince Neil - sång
- Mick Mars - gitarr
- Nikki Sixx - bas
- Tommy Lee - trummor